# São João do Rio do Peixe
São João do Rio do Peixe, também conhecida por São João, Antenor Navarro ou Antenor, é um município brasileiro do estado da Paraíba. Está localizado na Região Geográfica Imediata de Cajazeiras. De acordo com o IBGE (Instituto Brasileiro de Geografia e Estatística), no ano de 2006 sua população era estimada em 17 838 habitantes. Área territorial de 474 km².

## História

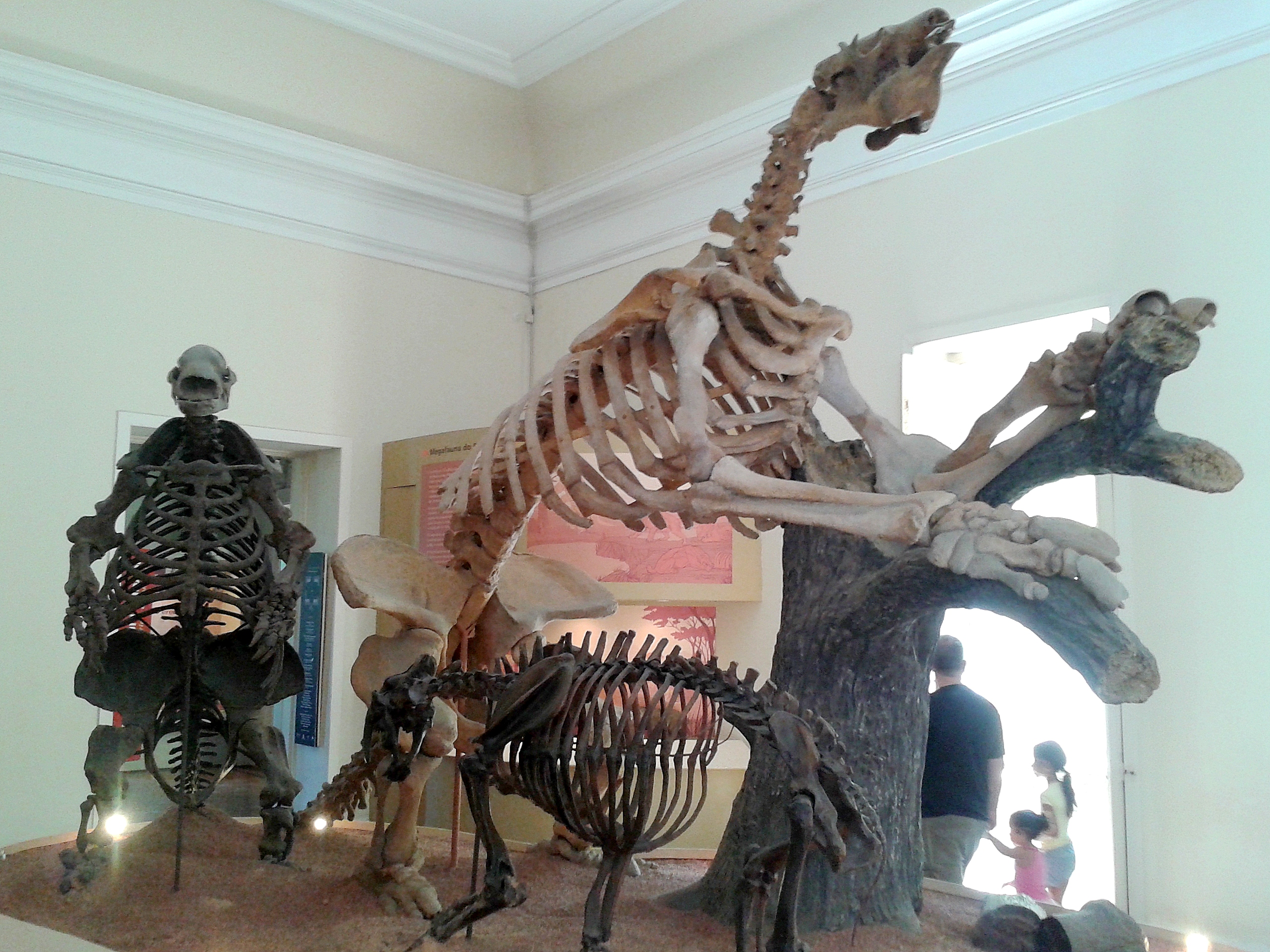

### Formação geológica e pré-história local
Após milhões de anos de formação e sedimentação do solo, foi percebido em estudos recentes dados mais claros sobre o processo que levou a atual moldura do relevo e tipo de solo onde esta localizado o município. A cidade foi construída sob uma formação chamada Formação Antenor Navarro de Arenitos e Micáceos, o que favoreceu em parte a erosão natural feita pelo Rio do Peixe.
Há cerca de 10 000 anos houve a extinção das Preguiças-gigantes e outros animais da Megafauna no continente americano. No município onde hoje esta localizado O Hotel da Estância Termal do Brejo das freiras, foi encontrada em 1944 um fóssil deste gênero e hoje encontra-se em exposição permanente no Museu nacional na cidade do Rio de Janeiro.

### Colonização
A ocupação da região onde hoje se encontra o município de São João do Rio do Peixe remonta ao século XVII, quando as sesmarias do sertão Pernambucano são divididas. A atual área do município ocupava a região chamada Ribeira do Rio do Peixe. No mesmo século essa região começou a ser explorada quando Luis Quaresma Dourado, da Paraíba, e pela família D’avilla, integrante da Casa da Torre, na Bahia.
Como modo de afirmar seu próprio controle e o da coroa portuguesa sobre as sesmarias a família d'Ávila passou a conceder títulos (capitão-mor, sargento-mor entre outros) a quem pudesse ajudar a estabelecer o domínio sobre as terras. No início do Século XVIII chega a região o sargento-mor Antônio José da Cunha, estabelecendo uma grande fazenda e gado e a posse da área no ano de 1708. A  época de sua chegada o fazendeiro estabeleceu contato com os indígenas denominados Icós-Pequenos – pertencentes nação Cariri –, e o último relato sobre esses indígenas é datada de 1740, quando estavam aldeados pelo padre José Matos Serras.
Na segunda metade do século XVIII se estabelece na região a família Dantas, e em 1765 se estabelece na Fazenda São João o capitão-mor João Dantas Rothéa. Junto à fazenda de Dantas foram se estabelecendo várias outras habitações, segundo Pereira (2009) a existência de uma capela na propriedade contribuía para a aproximação dos novos moradores.

### Império
Já no século XIX, entre 1855 e 1863, foi construída a nova igreja, que marca um novo ciclo de desenvolvimento em São João do Rio do Peixe, que passa a ser distrito.
O distrito de São João do Rio do Peixe foi criado pela lei provincial n.º 96, de 28-11-1863, sendo subordinado ao município de Sousa.
Em 1881, o distrito é elevado a vila, com a mesma denominação, pela lei provincial nº 727, de 08-10-1881, sendo desmembrado de Sousa.

### República
Outros dois momentos importantes no desenvolvimento de São João do Rio do Peixe são a construção da estrada de ferro e a ciclo do Cangaço. A estrada unia o município ao estado do Ceará, fazendo com que a cidade ganhasse notoriedade no cenário nacional. Já o ciclo do Cangaço impulsionou o crescimento urbano da cidade, dado que, por medo do movimento comandado por Lampião muitas pessoas abandonam as casas no interior e migram para os locais mais povoados.
No período entre 1932 e 1989 o município passou a se chamar Antenor Navarro, interventor da Paraíba de 1930 a 1932, conforme o decreto-lei estadual nº 50, de 26-05-1932, aprovado pelo decreto estadual nº 284, de 03-06-1932. Com a promulgação da nova Constituição da Paraíba, em 1989, a cidade retomou ao antigo nome.
Uiraúna (1938 a 1953), Santa Helena (1957 a 1961), Triunfo (1957 a 1961) e Poço de José de Moura (1949 a 1994), antigos distritos de São João, ganharam autonomia e tornaram-se municípios (em parênteses, data da criação do distrito e data da emancipação como município).
O território de outros três atuais municípios já fizeram parte de São João do Rio do Peixe, apesar de não fazerem limite com este: Poço Dantas e Joca Claudino, então distritos de Uiraúna, foram emancipados em 1994; Bernardino Batista, então distrito de Triunfo, emancipado igualmente em 1994. Dos três, apenas Poço Dantas possuiu o status de distrito de São João (de 1949 a 1953), tendo sido anexada a Uiraúna, também como distrito, quando da emancipação desta.
Conforme o IBGE, "Em divisão territorial datada de 2003, o município é constituído de 2 distritos: João do Rio do Peixe ex-Antenor Navarro e Umari. Assim permanecendo em divisão territorial datada de 2007". O distrito de Umari foi criado em 1957.

## Prédios públicos

Fórum Dr. João Bernardo de Albuquerque
Sede Prefeitura municpal
Câmara Municipal

## Geografia

### Clima
O município está incluído na área geográfica de abrangência do semiárido brasileiro, definida pelo Ministério da Integração Nacional em 2005.  Esta delimitação tem como critérios o índice pluviométrico, o índice de aridez e o risco de seca.
Dados do Departamento de Ciências Atmosféricas, da Universidade Federal de Campina Grande, mostram que São João do Rio do Peixe apresenta um clima com média pluviométrica anual de 982,4 mm e temperatura média anual de 26,8 °C.
| Dados climatológicos para São João do Rio do Peixe (Antenor Navarro) | Dados climatológicos para São João do Rio do Peixe (Antenor Navarro) | Dados climatológicos para São João do Rio do Peixe (Antenor Navarro) | Dados climatológicos para São João do Rio do Peixe (Antenor Navarro) | Dados climatológicos para São João do Rio do Peixe (Antenor Navarro) | Dados climatológicos para São João do Rio do Peixe (Antenor Navarro) | Dados climatológicos para São João do Rio do Peixe (Antenor Navarro) | Dados climatológicos para São João do Rio do Peixe (Antenor Navarro) | Dados climatológicos para São João do Rio do Peixe (Antenor Navarro) | Dados climatológicos para São João do Rio do Peixe (Antenor Navarro) | Dados climatológicos para São João do Rio do Peixe (Antenor Navarro) | Dados climatológicos para São João do Rio do Peixe (Antenor Navarro) | Dados climatológicos para São João do Rio do Peixe (Antenor Navarro) | Dados climatológicos para São João do Rio do Peixe (Antenor Navarro) |
| Mês                                                                  | Jan                                                                  | Fev                                                                  | Mar                                                                  | Abr                                                                  | Mai                                                                  | Jun                                                                  | Jul                                                                  | Ago                                                                  | Set                                                                  | Out                                                                  | Nov                                                                  | Dez                                                                  | Ano                                                                  |
| -------------------------------------------------------------------- | -------------------------------------------------------------------- | -------------------------------------------------------------------- | -------------------------------------------------------------------- | -------------------------------------------------------------------- | -------------------------------------------------------------------- | -------------------------------------------------------------------- | -------------------------------------------------------------------- | -------------------------------------------------------------------- | -------------------------------------------------------------------- | -------------------------------------------------------------------- | -------------------------------------------------------------------- | -------------------------------------------------------------------- | -------------------------------------------------------------------- |
| Temperatura máxima média (°C)                                        | 34,3                                                                 | 33,2                                                                 | 32,3                                                                 | 31,9                                                                 | 31,6                                                                 | 31,2                                                                 | 31,6                                                                 | 33,1                                                                 | 34,5                                                                 | 35,4                                                                 | 35,6                                                                 | 35,3                                                                 | 33,3                                                                 |
| Temperatura média (°C)                                               | 27,9                                                                 | 27,0                                                                 | 26,4                                                                 | 26,2                                                                 | 25,8                                                                 | 25,2                                                                 | 25,3                                                                 | 26,1                                                                 | 27,2                                                                 | 28,0                                                                 | 28,3                                                                 | 28,3                                                                 | 26,8                                                                 |
| Temperatura mínima média (°C)                                        | 22,3                                                                 | 21,9                                                                 | 21,7                                                                 | 21,5                                                                 | 20,9                                                                 | 19,9                                                                 | 19,4                                                                 | 19,5                                                                 | 20,5                                                                 | 21,4                                                                 | 21,9                                                                 | 22,2                                                                 | 21,1                                                                 |
| Chuva (mm)                                                           | 108,9                                                                | 170,2                                                                | 273,3                                                                | 196,5                                                                | 88,0                                                                 | 37,2                                                                 | 17,1                                                                 | 8,1                                                                  | 5,7                                                                  | 10,0                                                                 | 20,8                                                                 | 39,1                                                                 | 982,4                                                                |
| Fonte: Departamento de Ciências Atmosféricas.                        |                                                                      |                                                                      |                                                                      |                                                                      |                                                                      |                                                                      |                                                                      |                                                                      |                                                                      |                                                                      |                                                                      |                                                                      |                                                                      |

### Hidrografia e cheias do Rio do Peixe
O relevo local propiciou o surgimento de diversos riachos - onze no total -  e a passagem do curso d'água mais importante, o Rio do Peixe. Riachos como Cacaré e Santo Antônio, fazem das várzeas do Rio do Peixe e com ajuda de períodos normais de chuva farto na oferta de água para consumo, irrigação e trato animal. O rio do Peixe, após percorrer algo em torno de 100 km junta-se ao Rio Piranhas.

Em períodos chuvosos, o município é fartamente abastecido por açudes e barragens construídas durante o século XX, pelos sucessivos governos de nível federal, estadual e municipal. O principal deles é o Açude Chupadouro, com mais de 3 milhões de metros cúbicos de capacidade, mas desde a seca iniciada em 2012, tanto o Açude do Chupadouro e Pilões encontram-se em níveis muito baixos, tendo que o abastecimento ser realizado via a Barragem Lagoa do Arroz.

Reservatórios usados para abastecimento humano e para agricultura
Açude Chupadouro
Açude de Pilões
Barragem de Lagoa do Arroz

O Rio do Peixe também é conhecido por suas inúmeras cheias, que em muitas vezes causaram destruição e problemas para a população, que estabeleceu-se em suas várzeas. Bairros próximos a antiga estação e no centro, conviveram no passado com esse fenômeno do transbordamento das águas do rio. Muitas destas cheias tornaram-se uma lembrança popular, como as cheias ocorridas em 1964, 1967, 1985 e 2008.

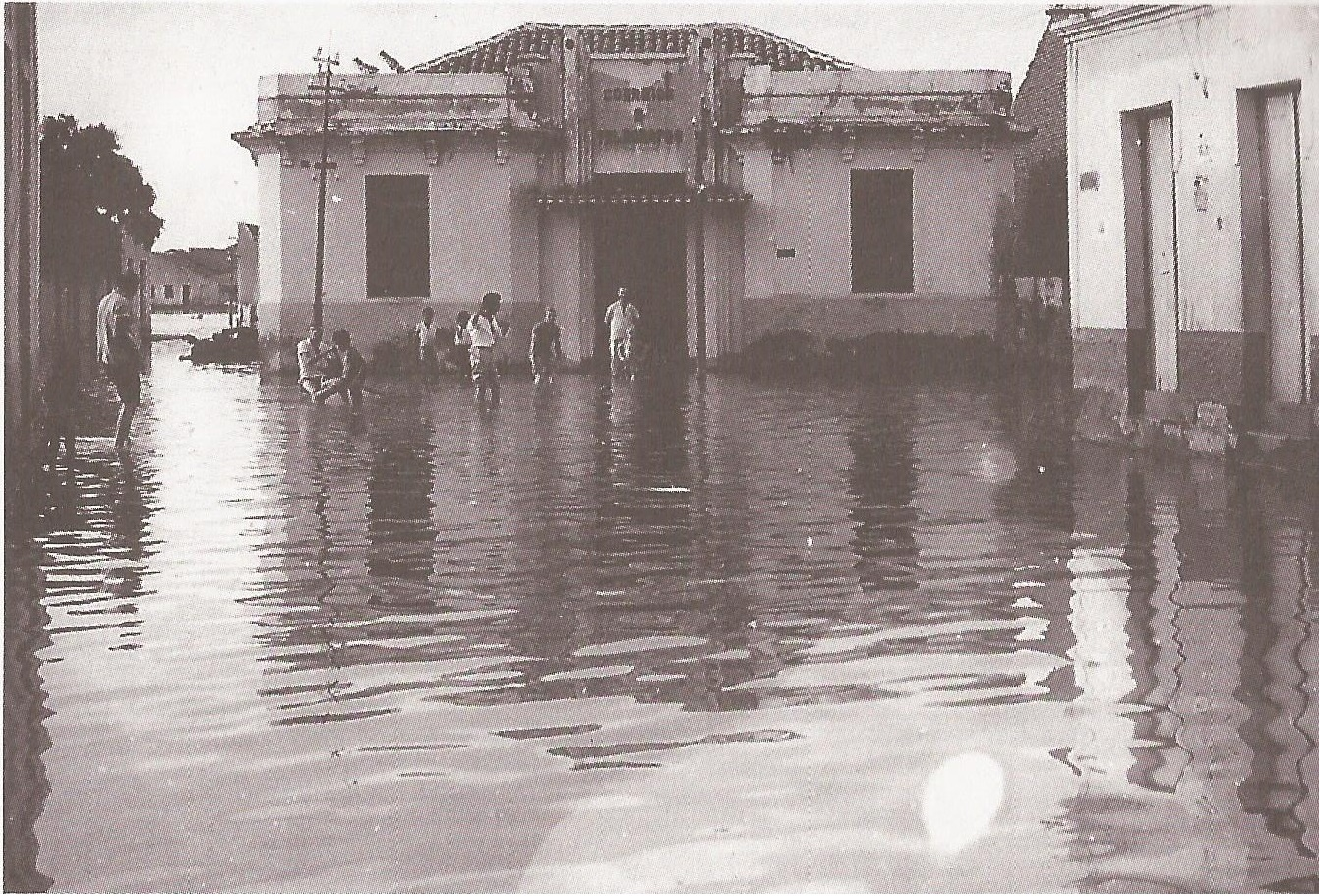
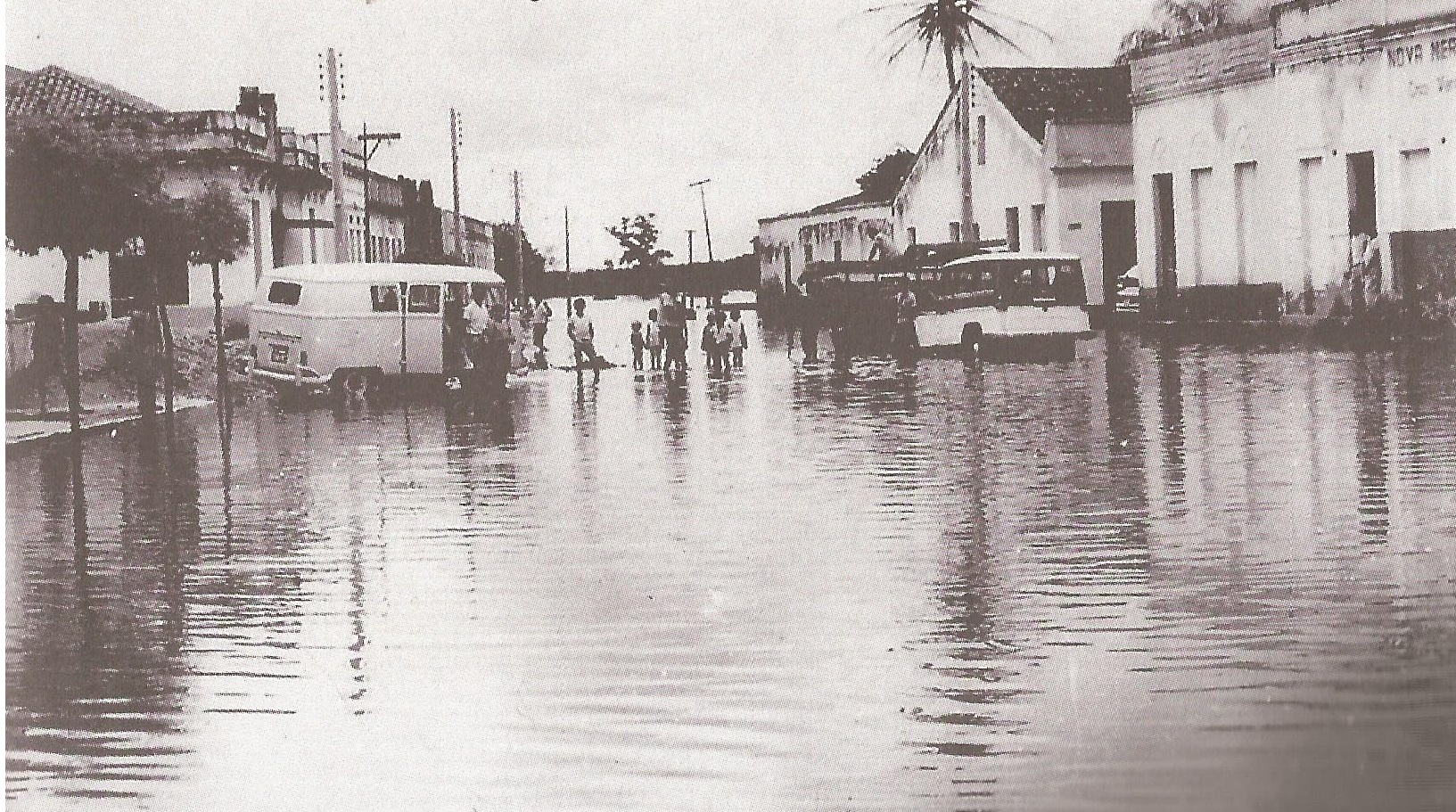

### Meio ambiente e biodiversidade
Boa parte da vida natural da região encontra-se extinta, grande e médios mamíferos foram caçados em sua totalidade, como as Onças Suçuaranas e os Veados-catingueiros, além de muitas aves aquáticas e de canto belo, que acabou chamando atenção para sua captura e criação em cativeiro, dado o comportamento popular de aprisionar estas variedades de animais.
Outro fator que contribui o para a redução da vida natural foi o desmatamento para criação de rebanhos de gado e cabras, retirando assim lugares usados pelos animais para alimentação e reprodução. Os veados e as onças hoje são apenas lembradas em histórias de caçadas em serras vizinhas ao município.

A fauna restante na região resume-se em grande parte a espécies de aves que podem ser encontradas no ambiente natural bem como criadas em gaiolas, como Galos-de-campina ou para caça esportiva, como exemplo as Marrecas.

Animais extintos ou que são raramente vistos na região
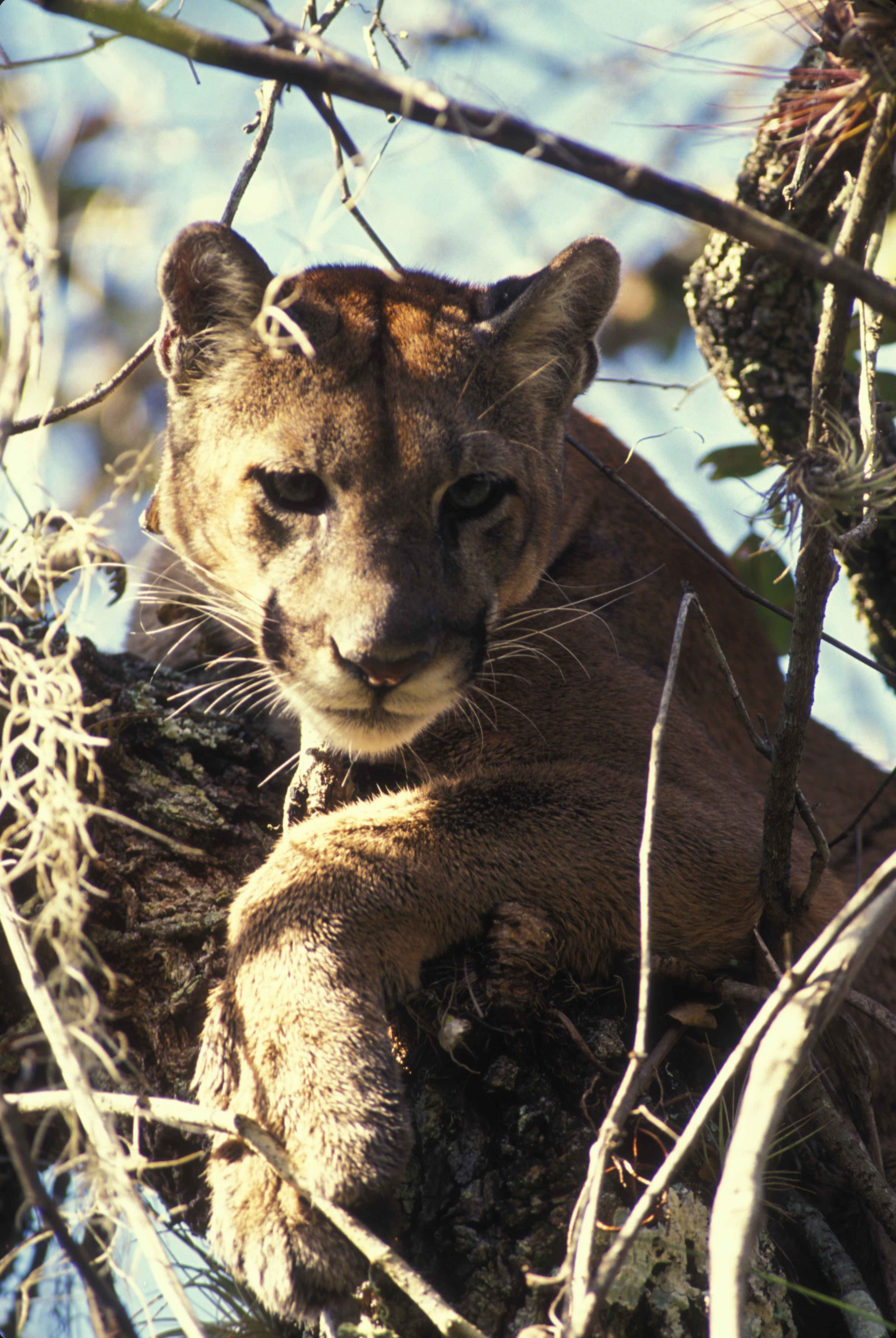
Onça-parda ou Suçuarana
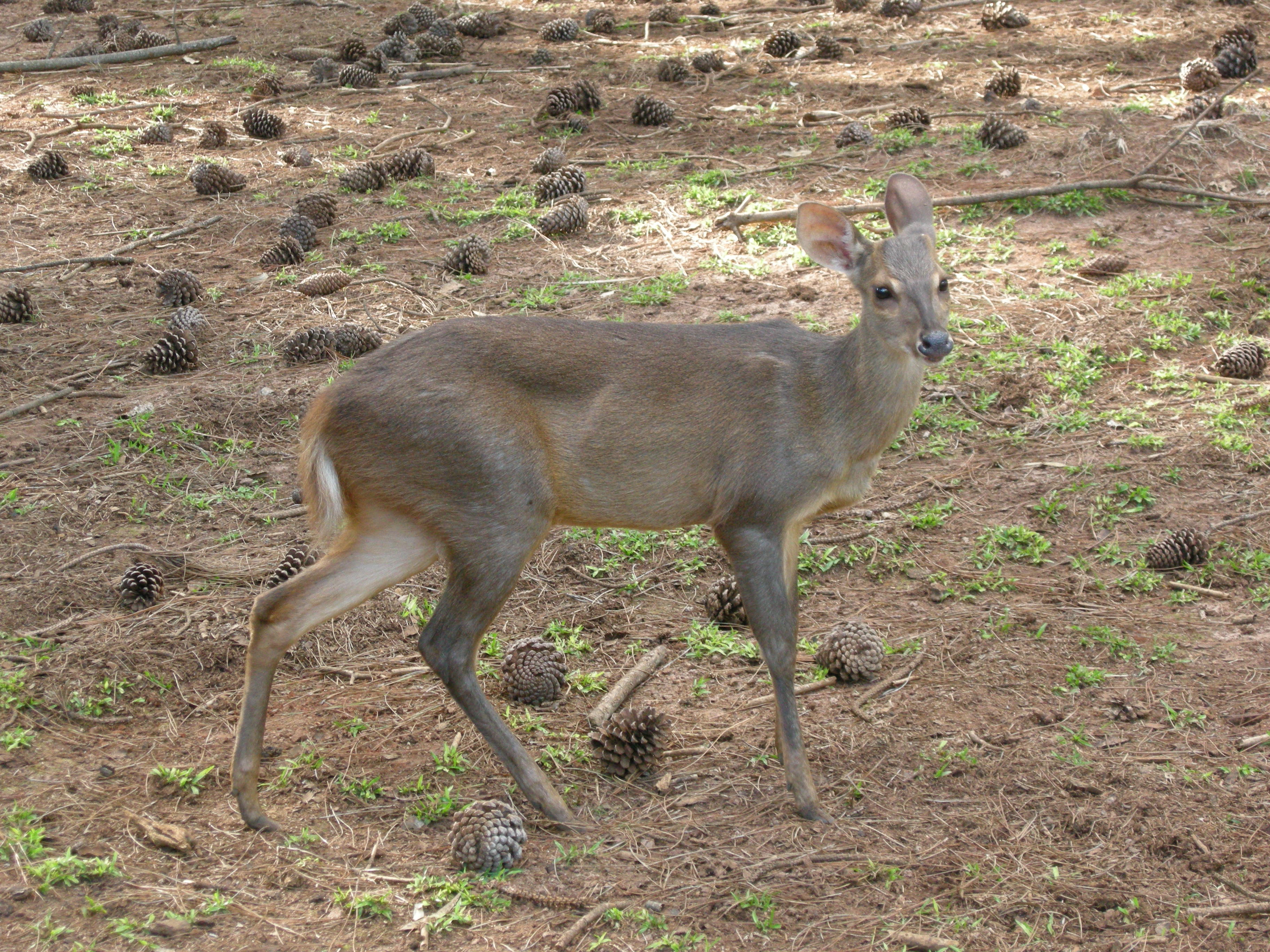
Veado-catingueiro
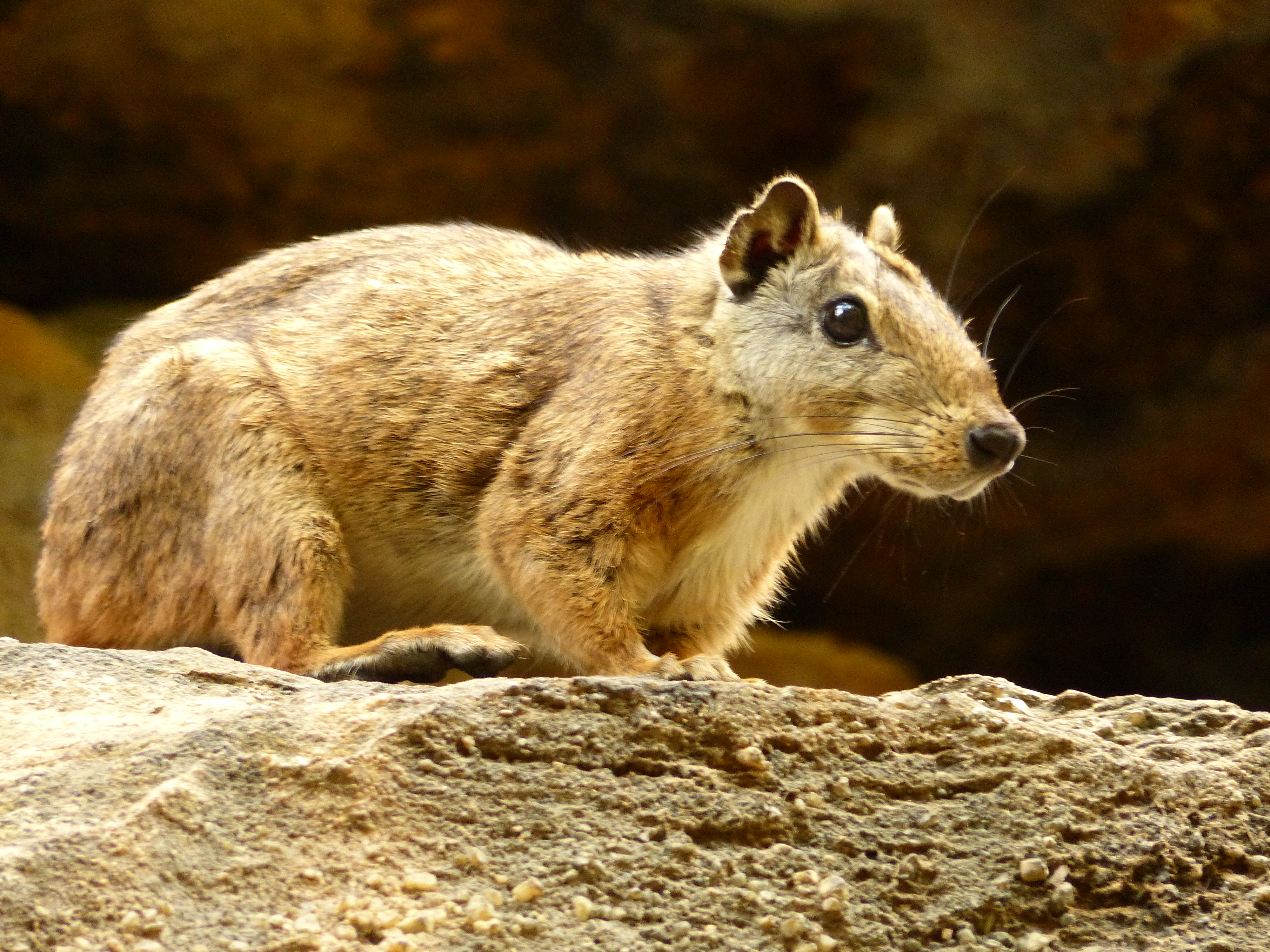
Mocó
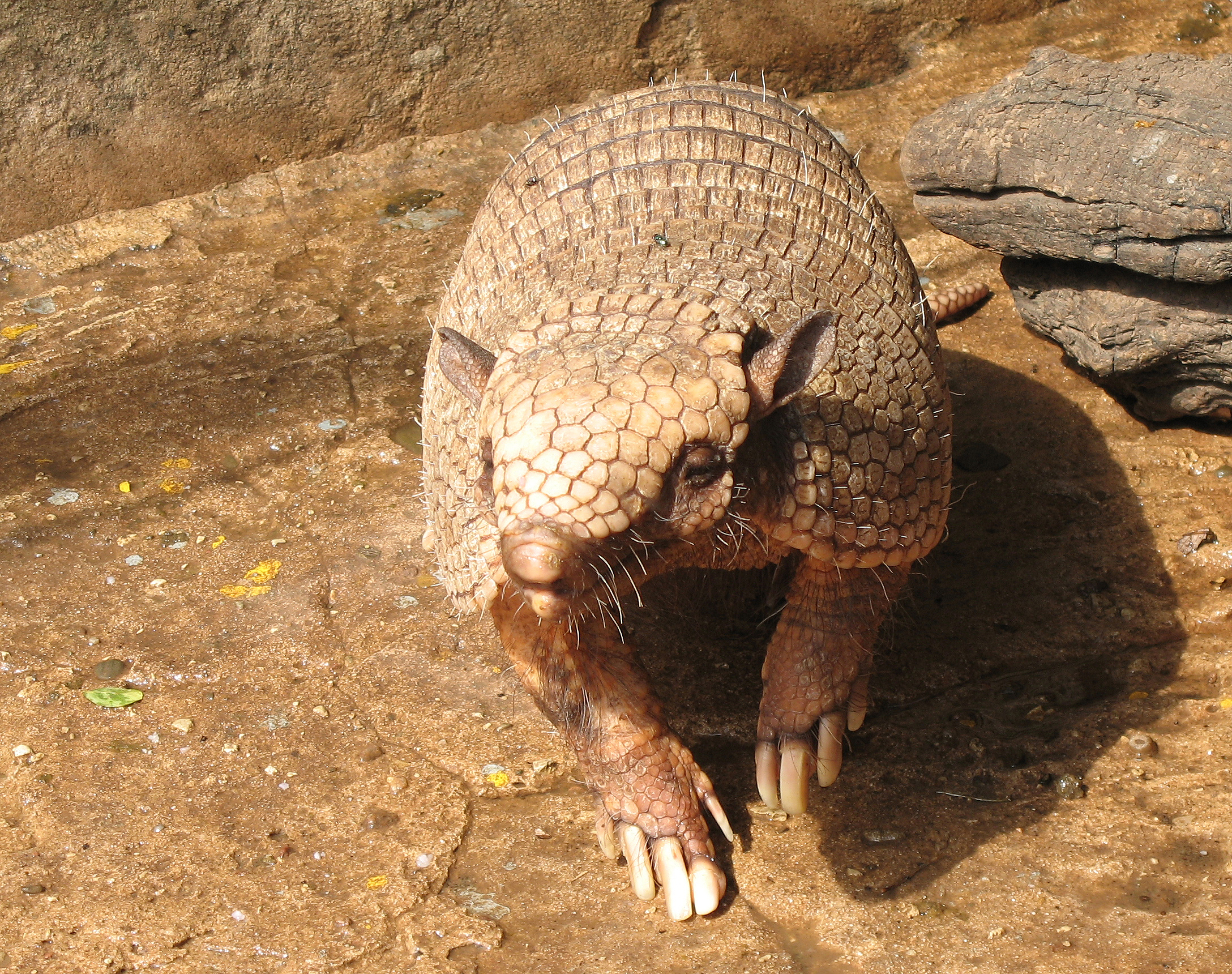
Tatupeba ou Papa-defunto